# أ. إل. عبد المجيد
أ. إل. عبد المجيد (بالتاميلية: ஏ. எல். அப்துல் மஜீத்)‏ (و. 1932 – 1987 م) هو سياسي سريلانكي، كان عضوًا في حزب الحرية السريلانكي، توفي عن عمر يناهز 55 عاماً.

## مناصب
تولى منصب عضو برلمان سريلانكا
.

## التعليم
تعلم في كلية الرئاسة ‏
.